# UB Conquense
Unión Balompédica Conquense – hiszpański klub piłkarski, grający w Segunda División B, mający siedzibę w mieście Cuenca.

## Stadion
Domowe mecze klub rozgrywa na stadionie o nazwie Estadio La Fuensanta, który może pomieścić 3500 widzów.

## Sezony
- 16 sezony w Segunda División B
- 37 sezonów w Tercera División
- 17 sezony w Regionalnych ligach